# Filistata insidiatrix
Filistata insidiatrix är en spindelart som först beskrevs av Peter Forsskål 1775.  Filistata insidiatrix ingår i släktet Filistata och familjen Filistatidae. Inga underarter finns listade i Catalogue of Life.